# Diocèse de Cefalù

Région ecclésiastique de Sicile avec le diocèse de Cefalù en rouge.

Le diocèse de Cefalù (en latin : Diœcesis Cephaludensis ; en italien : Diocesi di Cefalù) est un diocèse de l'Église catholique en Italie, suffragant de l'archidiocèse de Palerme et appartenant à la région ecclésiastique de Sicile.

## Territoire
Le diocèse de Cefalù est situé dans une partie de la ville métropolitaine de Palerme, les autres parties de cette ancienne province de Palerme sont partagées par l'éparchie de Piana degli Albanesi, le diocèse de Caltanissetta et les archidiocèses de Monreale et de Palerme, Cefalù étant suffragant de ce dernier. Son territoire est de 1 718 km2 divisé en 53 paroisses.
L'évêché est dans la ville de Cefalù avec la cathédrale de la Transfuguration. Le sanctuaire de Gibilmanna est le lieu de pèlerinage le plus célèbre du diocèse où les fidèles vénèrent une statue de la Vierge qui est aussi patronne du diocèse.

## Histoire
Cefalù était déjà un siège d'évêque au Ier siècle mais la date de son érection est incertaine. Dans une liste d'évêques siciliens de l'an 680 apparaît l'évêque de Cefalù, avec ceux de Termini, Tindari, Malte et Lipari. En mars 866 il apparaît dans les Diatiposi (liste byzantine des diocèses) comme suffragant de l'archidiocèse de Syracuse. Nous ne connaissons qu'un seul évêque, Niceta, présent au quatrième concile de Constantinople de 869 à 870. Pendant la domination arabe, le diocèse de Cefalù est supprimé comme toutes les structures ecclésiastiques de l'île.
Le diocèse est restauré le 4 septembre 1131 par l'antipape Anaclet II à la demande de Roger II de Sicile, étant désigné suffragant de l'archidiocèse de Messine. L'année précédente, Roger II avait nommé Iocelmo comme évêque mais il ne reçut pas l'approbation du Saint-Siège et ne fut jamais consacré tout comme ses successeurs immédiats. À l'origine, l'évêque est le prieur du chapitre de chanoines érigé en juin 1131 par Roger II comme une branche du monastère des chanoines réguliers  de Santa Maria di Bagnara en Calabre. Le diocèse a eu un vaste pouvoir temporel grâce aux donations féodaux de Roger II en 1145 et à un patrimoine foncier remarquable. Pendant quelques siècles, et ce, dès la création du diocèse, le rite latin et le rite byzantin cohabitent dans la liturgie de la cathédrale. Le droit de nommer des évêques, selon l'héritage apostolique de la Sicile (it), appartient aux souverains, avec confirmation du Saint-Siège ; l'exercice de ce droit crée au fil du temps des contrastes car certains évêques élus ne sont pas confirmé. En réalité, les candidats sont choisis dans le chapitre et ensuite nommés par le souverain.
Bosone de Gorram fut le premier évêque légitime, approuvé par le Saint-Siège en 1157 après le schisme d'Anaclet II. Le 9 avril 1171, l'érection du diocèse est confirmée par la bulle pontificale Quoniam sicut rerum du pape Alexandre III. Au début du XIIIe siècle, la première œuvre caritative du diocèse voit le jour avec un hospice pour les pauvres. En 1546, c'est une maison de retraite ouverte pour les malades gérée par l'archiconfrérie de la Santissima Annunziata. Après le concile de Trente, les traditions liturgiques propres au diocèse cèdent la place à l'homologation du rite romain. Par contre, l'institution de la paroisse n'a pas été mise en œuvre : les églises du diocèse sont confiées à des vicaires tandis que l'évêque est le seul curé du diocèse. Cette organisation pastorale centralisée était répandue dans d'autres diocèses siciliens, par exemple à Catane. En 1588, l'évêque François Gonzague crée le séminaire diocésain. L'ère de la Contre-Réforme est profondément marquée par l'arrivée de nouveaux ordres religieux, alors que les Dominicains sont déjà présents depuis 1502, les ermites de Saint-Augustin , les frères mineurs observants, les carmes et les mercédaires s'installent à Cefalù. Le 22 septembre 1671, le chapitre de la cathédrale est sécularisé avec une bulle du pape Léon X. Le diocèse a une longue période de vacance entre 1716 et 1732 en raison de la controverse sur l'extinction de l'héritage apostolique qui oppose le pape Clément IX au roi de Sicile Charles IV.
Durant le Risorgimento, les autorités civiles tentent d'évincer les évêques et le différend ne sera résolu qu'en 1905 lorsque les évêques verront leurs droits confirmés. Le 20 mai 1844, il est annexé à la province ecclésiastique de l'archidiocèse de Palerme par la bulle In suprema militantis Ecclesiae specula du pape Grégoire XVI. La même bulle établi en même temps des changements territoriales, des parties sont cédées au diocèse de Patti et à l'archidiocèse de Palerme tandis que d'autres sont agrégés au diocèse. Dans la seconde moitié du XIXe siècle, le diocèse constitue toujours une seule paroisse et l'évêque est le seul curé. Le diocèse a ainsi pu se préserver de la confiscation des biens de l'évêque comme prévu par la loi de 1867, prouvant que l'évêque était le seul curé du diocèse et que les biens étaient donc dévolus au soin des âmes. Dans les vingt dernières années du XIXe siècle, après l'encyclique Rerum Novarum de 1891, naissent les premières sociétés ouvrières catholiques mais l'évêque Gaetano d'Alessandro n'est pas très intéressé par le problème social, les ouvriers regardant avec insatisfaction l'administration des œuvres sociales. Le successeur d'Alessandro, Anselmo Evangelista Sansoni, regarde avec méfiance toutes associations laïques même celles qui se tenant éloignées du socialisme. Cette peur conduit à la diffusion des œuvres caritatives traditionnelles.

## Sources
- (it) Cet article est partiellement ou en totalité issu de l’article de Wikipédia en italien intitulé « Diocesi di Cefalù » (voir la liste des auteurs).
- Catholic Hierarchy